# 仏足石

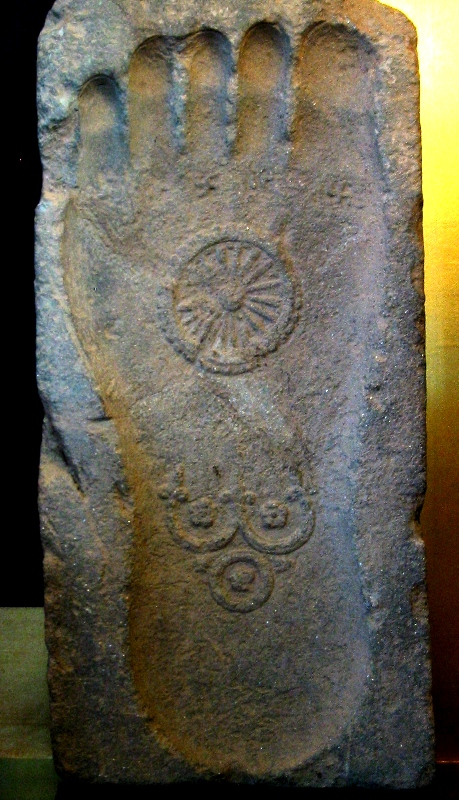
仏足石、ガンダーラ、1世紀（東京都世田谷区の善養密寺蔵）

仏足石（ぶっそくせき）は、釈迦の足跡を石に刻み信仰の対象としたもの。
古いものは紀元前4世紀に遡るとも考えられている。また仏足石は釈迦のものとは限らず、シバ神の足跡も信仰の対象とされている。両足を揃えたものがより古い形式のもので、片足のものは比較的新しく紀元後のものと考えられる。実際の足跡ではなく三十二相八十種好の説にもとづいて、足下安平立相、足下二輪相（下記参照）などが刻まれていることが多い。古代インドでは像を造る習慣がなかったため、このような仏足石や菩提樹などを用いて、釈迦やブッダを表現した。
足下安平立相（そくげあんびょうりゅうそう）
足が大きく平らで、土踏まずがないという特徴がある。より古い形式では何も模様がかかれていないことが多い。
足下二輪相（そくげにりんそう）
足のほぼ中央に二重の輪が画かれ、そこから放射状に線が画かれる。
長指相（ちょうしそう）
仏陀は手の指も足の指も長かったとされ、足跡の指も長く画かれる。
手足指網相（しゅそくしまんそう）
指と指の間に水かきのような網があったとされている。仏足石では、魚の絵で網を表している。

## 日本における仏足石
日本には奈良時代に唐を経て伝わった。

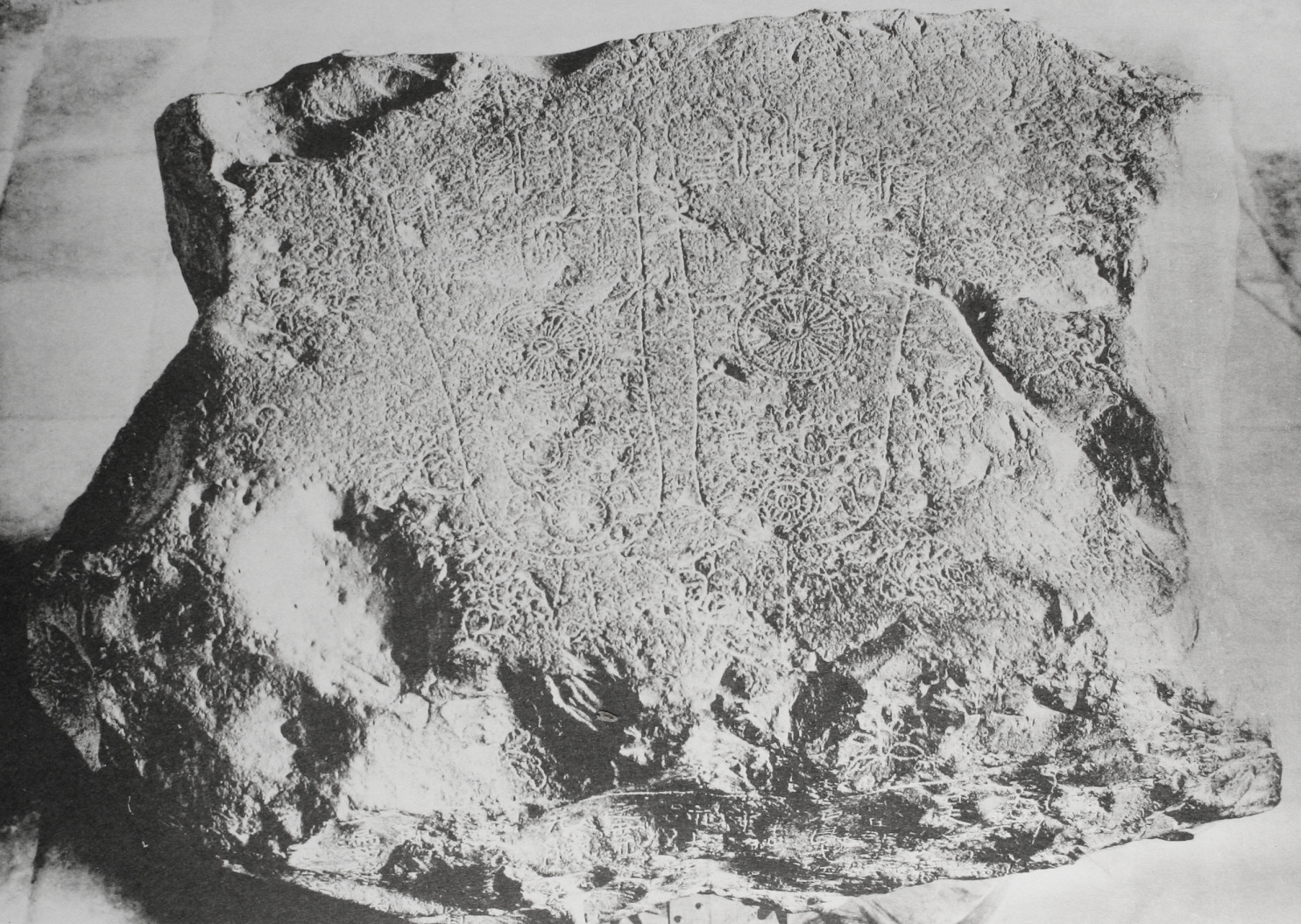
仏足石（国宝、薬師寺所蔵）

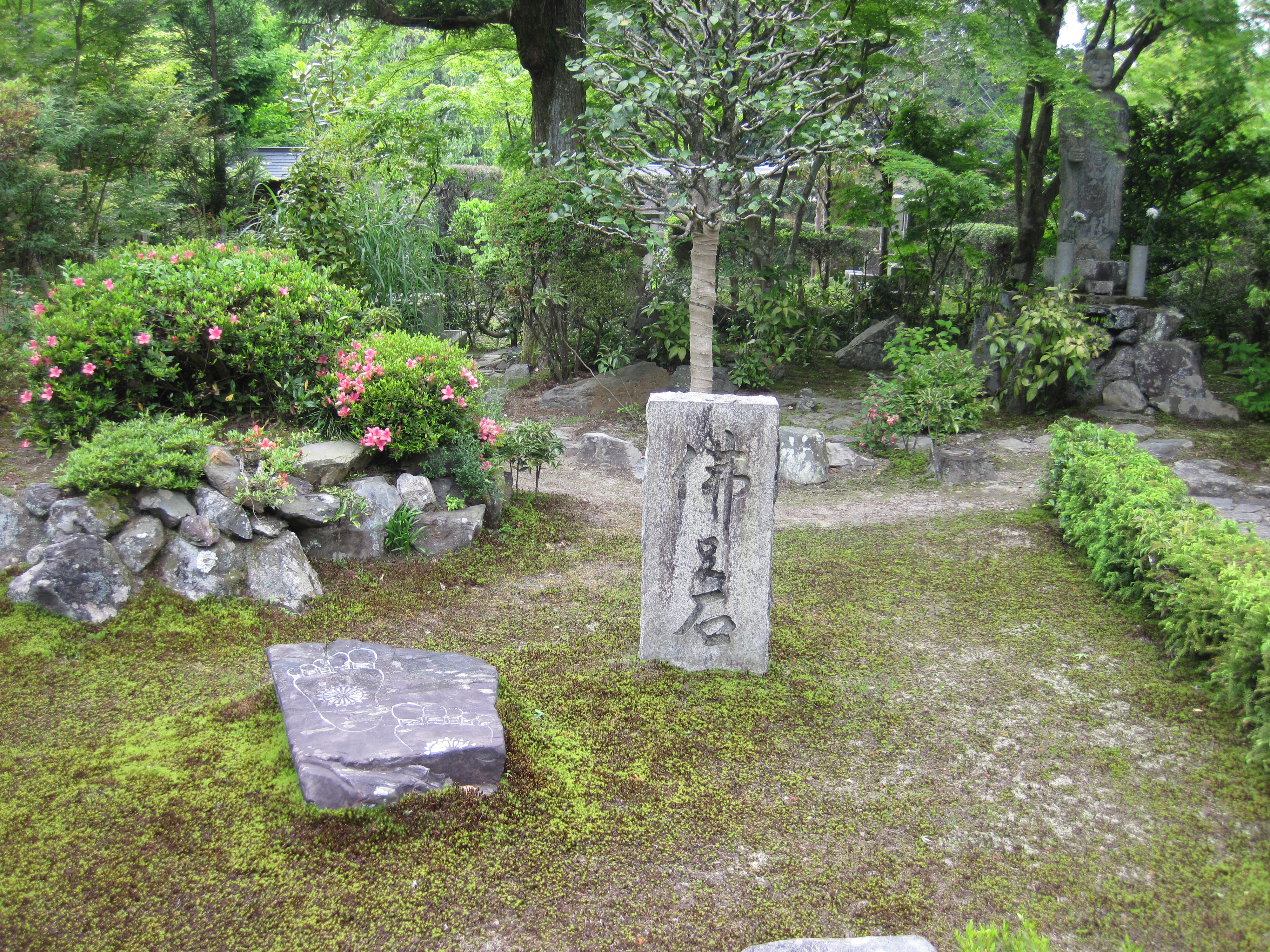
仏足石、足下二輪相、安楽寺、京都市左京区

特に奈良の薬師寺所蔵の仏足石（国宝）が有名で、これは753年（天平勝宝5年）、天武天皇の孫である智努王によってつくられたことを示す銘が刻まれた、日本最古の仏足石である。同じ薬師寺には仏を礼賛した仏足石歌21首（「恭仏跡」17首・「呵責生死」4首）が刻まれた仏足跡歌碑がある。この仏足跡歌碑に刻まれた歌は、五・七・五・七・七・七の6句からなり、記録に残る歌でこの歌体による和歌は、この歌碑に刻まれたものがほとんどであることから仏足石歌体とよばれている。
薬師寺のものも世間的にはあまり著名ではない時代が続いたが、江戸時代に出版された書にその模写が載って知られるようになり、以降全国各地に模倣品が作られるようになった。現在存在するものはこの江戸から昭和初期に作られたもの、以降の時代に作られたもの、「インドの現地で新規に採録した」という触れ込みであるものなど、材質や大きさまで含めて多種多彩である。